# Sangalopsis titan
Sangalopsis titan är en fjärilsart som beskrevs av Thierry-mieg 1893. Sangalopsis titan ingår i släktet Sangalopsis och familjen mätare. Inga underarter finns listade.